# مدفع 2-رطل سريع الإطلاق
مدفع 2-رطل سريع الإطلاق (بالإنجليزية: Ordnance Quick-Firing 2-pounder)، هو مدفع مضاد للدبابات ومدفع محمول على المركبات بريطاني الصُّنْع من عيار 40 ملم (1.575 إنشًا) كان مستخدمًا خلال الحرب العالمية الثانية.
لقد كان هو السلاح الرئيس المضاد للدبابات عند وِحْدَات المدفعية خلال معركة فرنسا، وبقي مستخدمًا كذلك خلال حملة شمال أفريقيا بسبب الحاجة إلى إعادة التسليح السريع بعد انسحاب دونكيرك. وفي الإصدار المحمول على مركبة منه، كان مدفع 2-رطل مدفعًا رئيسًا للدبابات البريطانية في بداية الحرب العالمية الثانية، بالإضافة إلى كَوْنِه سلاحًا رئيسًا تقليديًّا في العَرَبَات المُدَرَّعَة -مثل مصفحة دايملر- خلال أحداث الحرب. وبسبب تطوّر الدروع الحامية لدبابات قوات دول المحور، خَسِر مدفع 2-رطل فعاليته واستُبْدِل تدريجيًّا بمدفع 6-رطل سريع الإطلاق عيار 57 ملم ابتداءًا من عام 1942م. وجرى تسليح كتائب المشاة المضادة للدبابات بمدفع 2-رطل بدلًا من البنادق المضادة للدبابات التي كانت تستخدمها، واستمر ذلك حتى جرى استبدالها بمدافع 6-رطل أيضًا، ولكن مدافع 2-رطل بقيت قيد الاستخدام حتى نهاية الحرب.
كان مدفع 2-رطل سريع الإطلاق المضاد للدبابات مختلفًا بشكل واضح عن مدفع 2-رطل البَحْرِي سريع الإطلاق المخصص للدفاع الجوي الشهير باسم «بوم-بوم (pom-pom)» والذي كانت مستخدمًا من قِبَل البحرية الملكية البريطانية، حيث كان الأخير مدفعًا أوتوماتيكيًّا من عيار 44 ملم.